# Vacuum (base de données)
Pour les articles homonymes, voir vacuum (homonymie).
Le vacuum est une opération de maintenance de base de données.
En effet, les bases de données en action enregistrent de nouveaux champs, en suppriment, en modifient, les laissant dans un état de plus en plus désordonné. Pour remédier à cette désorganisation, ré-ordonner la base de données et la compacter, certains systèmes de gestion de base de données fournissent une commande pour effectuer ces opérations.

## Implémentations
Commande vacuum
- Amazon Redshift (en)[1]
- PostgreSQL[2]
- SQLite[3]

Commande OPTIMIZE TABLE
- MariaDB
- MySQL[4]